# Algiers (1938)
Algiers ist ein US-amerikanisches Filmdrama von John Cromwell aus dem Jahr 1938 mit Charles Boyer und Hedy Lamarr. Als literarische Vorlage diente der Roman Pépé le Moko von Henri La Barthe, der bereits 1936 in Frankreich mit Jean Gabin unter dem Titel Pépé le Moko – Im Dunkel von Algier verfilmt worden war.

## Handlung
Pépé le Moko ist der berüchtigtste Juwelendieb von Algier. Dem Gefängnis kann er immer wieder entgehen, da die örtliche Polizei unfähig ist, ihn in der Casbah, dem alten labyrinthischen Zentrum der Stadt, festzunehmen. Der französische Kommissar Janvier, der mit der Regierung in Paris in Verbindung steht, ist jedoch fest entschlossen, Pépé mit Hilfe des einheimischen Inspektors Slimane zu fassen.
Pépé hat derweil das Versteckspiel zunehmend satt, vor allem als er sich in die schöne Französin Gaby verliebt, die als Touristin nach Algier gekommen ist. Inspektor Slimane will jedoch verhindern, dass Gaby in die Angelegenheit hineingezogen wird, weshalb er ihr erzählt, dass Pépé bei einer Verfolgungsjagd ums Leben gekommen ist. Als Gaby mit einem Schiff Algier verlassen will und Pépé die Casbah verlässt, um zum Hafen zu eilen und Gaby zu treffen, verrät ihn seine eifersüchtige algerische Geliebte Ines an die Behörden. Im Hafen angekommen, wird Pépé von Slimane und dessen Männern festgenommen. Als Pépé versucht, zu Gabys Schiff zu laufen und sie zu rufen, wird er von einem Polizeibeamten erschossen.

## Hintergrund
Für das Hollywood-Remake des in Frankreich sehr erfolgreichen Films Pépé le Moko – Im Dunkel von Algier (1937) mit Jean Gabin in der Titelrolle nutzte man Hintergrundaufnahmen des Vorgängers, die an Originalschauplätzen in Algier gedreht worden waren. 1948 entstand mit Casbah – Verbotene Gassen auch eine Musical-Verfilmung des Stoffs mit Tony Martin. John Cromwells Version war zudem das vielbeachtete Hollywood-Debüt von Hedy Lamarr.
Algiers wurde am 13. Juli 1938 in Los Angeles uraufgeführt und ging am 5. August 1938 in den Vereinigten Staaten in den allgemeinen Verleih.

## Kritiken
Variety befand, dass Charles Boyer „ein interessantes Porträt eines europäischen Gangsters“ gelungen sei. Innerhalb der „guten Besetzung“ stehe ihm Hedy Lamarr in nichts nach. Gene Lockhart sei geradezu „herausragend“. Dem Filmkritiker Leonard Maltin gefielen vor allem Joseph Calleia als Inspektor und Lockhead als Informant in dieser „gut besetzten Romanze“.

## Auszeichnungen
Der Film war bei der Oscarverleihung 1939 in vier Kategorien nominiert: Bester Hauptdarsteller (Charles Boyer), Bester Nebendarsteller (Gene Lockhart), Beste Kamera (James Wong Howe) und Bestes Szenenbild (Alexander Toluboff).